# 100. pehotni polk (Avstro-Ogrska)
Za druge 100. polke glejte 100. polk.
100. pehotni polk (nemško Infanterie-Regiment Nr. 100) je bil pehotni polk avstro-ogrske skupne vojske.

## Poimenovanje
- Schlesisch-Mährisches Infanterie Regiment »von Steinsberg« Nr. 100
- Infanterie Regiment Nr. 100 (1915 - 1918)

## Zgodovina
Polk je bil ustanovljen leta 1883. 

### Prva svetovna vojna
Polkovna narodnostna sestava leta 1914 je bila sledeča: 37% Poljakov, 33% Čehov, 27% Nemcev in 3% drugih. Naborni okraj polka je bil v Cieszynu, pri čemer so bile polkovne enote garnizirane sledeče: Krakov (štab, I. in IV. bataljon), Banja Luka (II. bataljon) in Cieszyn (III. bataljon).
Med prvo svetovno vojno se je polk bojeval tudi na soški fronti.
V sklopu t. i. Conradovih reform leta 1918 (od junija naprej) je bilo znižano število polkovnih bataljonov na 3.

## Organizacija
1918 (po reformi)
- 3. bataljon
- 4. bataljon
- 1. bataljon, 56. pehotni polk

## Poveljniki polka
- 1908: Franz Klar[6]
- 1914: Albin Vogel[1]